# اعوز
اعوز (به فرانسوی: Aouze) یک کمون (فرانسه) در فرانسه است که در canton of Châtenois واقع شده‌است. اعوز ۱۱٫۲۱ کیلومتر مربع مساحت دارد ۳۲۷ متر بالاتر از سطح دریا واقع شده‌است.